# Herb powiatu cieszyńskiego

Herb powiatu cieszyńskiego w latach 1999-2011

Herb powiatu cieszyńskiego – jeden z symboli powiatu cieszyńskiego, ustanowiony 28 stycznia 1999, ze zmianą 31 maja 2011.

## Wygląd i symbolika
Herb przedstawia na tarczy w polu błękitnym orzeł złoty w koronie o języku czerwonym z takąż majuskułą „C” na piersi. Jest to historyczny symbol księstwa cieszyńskiego oraz Piastów cieszyńskich.